# Anthracoidea paniceae
Anthracoidea paniceae är en svampart som beskrevs av Kukkonen 1963. Anthracoidea paniceae ingår i släktet Anthracoidea och familjen Anthracoideaceae.   Inga underarter finns listade i Catalogue of Life.